# Ренді Марш
Ренді Марш (англ. Randy Marsh) — персонаж мультиплікаційного серіалу «Південний парк», батько одного з головних героїв серіалу — Стена Марша і другорядної героїні Шеллі Марш, чоловік Шерон Марш. Образ Ренді заснований на батькові Трея Паркера, що носить те ж ім'я, також є геологом, і багато в чому схожий на цього героя.
Вперше Ренді з'явився в епізоді «Вулкан». Але у «Вулкані» не згадувалися його зв'язки з Стеном. Протягом першого сезону серіалу Ренді виглядав трохи інакше, ніж в майбутніх серіях. Свій звичний образ він приймає в епізоді «Куролюб».
Ренді — єдиний науковець у Південному Парку, він є володарем Нобелівської премії, а також світовим рекордсменом в області "виготовлення" найбільшої купи лайна. В юності Ренді був учасником популярної хлопчачої групи, заради якої він кинув місто і школу. Пізніше, коли гурт  розпався, він повернувся у Південний Парк, де йому довелося терпіти приниження жителів міста. В коледжі  Ренді був хіппі, завдяки чому і познайомився зі своєю дружиною, хоча в епізоді «Щось, що можна зробити пальцем» Ренді, ще бувши школярем, покидаючи рідне місто, щоб стати членом гурту, кинув свою подругу, дуже схожу на Шерон.
Незважаючи на свій вчений ступінь, Ренді, мабуть, найбільш інфантильний з дорослих персонажів, і багато в чому нагадує підлітка. Також він легко піддається на вплив ЗМІ та частенько здійснює неймовірно дурні вчинки, демонструючи при цьому порядне тупоумство.

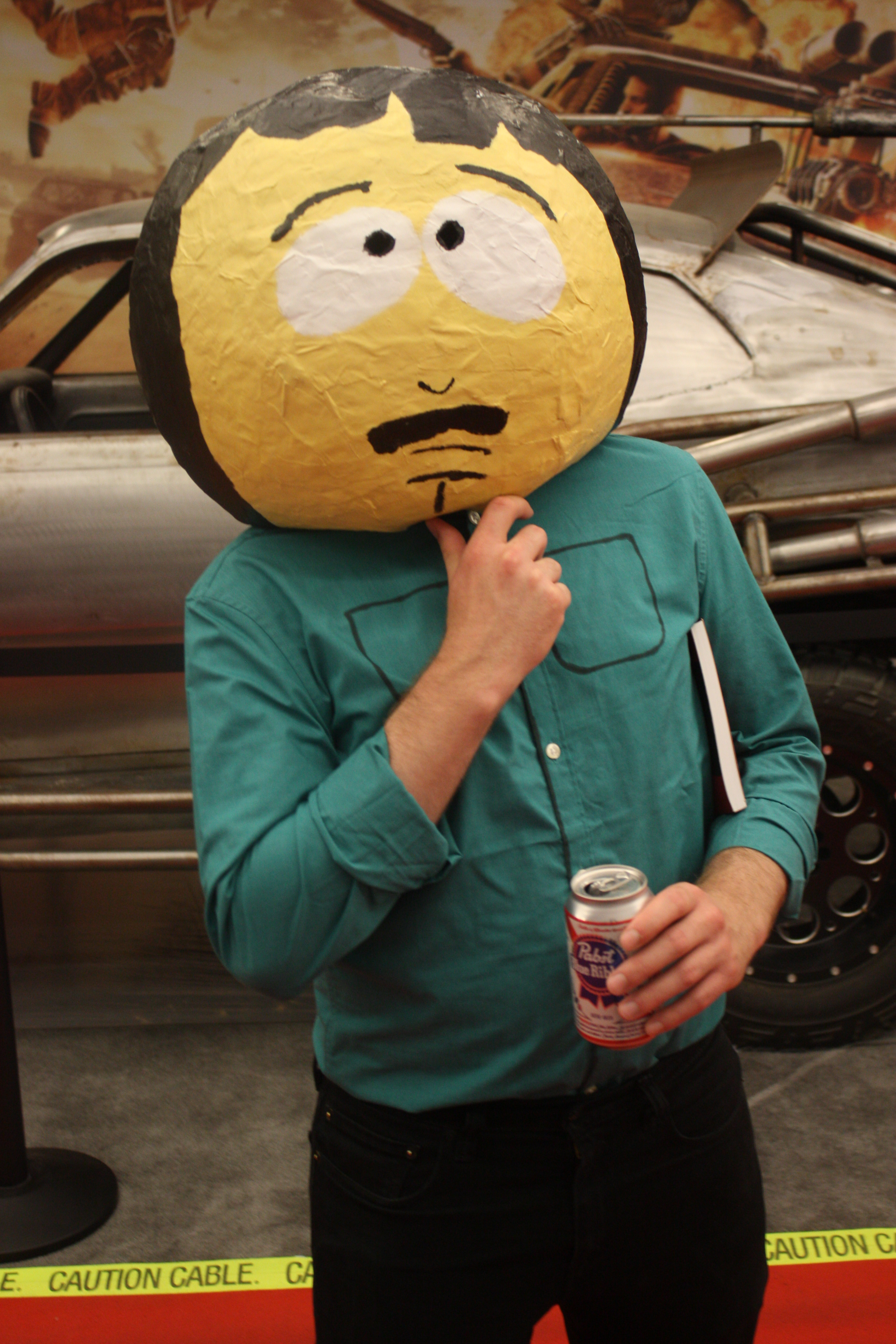
Монреаль, Comic-Con 2015 - Ренді Марш

В цілому, Ренді є доволі талановитою особистістю — він вміє співати, танцювати, грати на гітарі, має деякі акторські здібності. Більше того, в епізоді «Дівчинка», виявилося, що саме він відомий в шоу-бізнесі, як співачка Лорд.
Крім того, він піклується про свого сина чи не краще за будь-якого іншого батька в місті — завжди  приходить на допомогу Стену і намагається всіляко відгородити його від шкідливого впливу навколишнього світу — наркотиків, випадкових зв'язків, викрадачів і т. д. В епізоді «Займайтеся коханням, а не грайте у Warcraft» Ренді погоджується допомогти синові перемогти гріфера, передавши Стену «Меч Тисячі Істин», і навіть підіграє йому в момент смерті свого героя.
Також в епізоді «Чудова великодня історія» з'ясовується, що Ренді перебуває в таємному співтоваристві пасхального кролика.

День народження Ренді — 1 березня